# Віскассет (переписна місцевість, Мен)
Віскассет (англ. Wiscasset) — переписна місцевість (CDP) в США, в окрузі Лінкольн штату Мен. Населення — 1232 особи (2020).

## Географія
Віскассет розташований за координатами 44°0′39″ пн. ш. 69°40′41″ зх. д. / 44.01083° пн. ш. 69.67806° зх. д. (44.010754, -69.678028).  За даними Бюро перепису населення США в 2010 році переписна місцевість мала площу 10,19 км², з яких 10,10 км² — суходіл та 0,09 км² — водойми.

## Демографія
Згідно з переписом 2010 року, у переписній місцевості мешкало 1097 осіб у 538 домогосподарствах у складі 304 родин. Густота населення становила 108 осіб/км².  Було 670 помешкань (66/км²).
Расовий склад населення:
| - 97,3 % — білих - 1,0 % — азіатів - 0,4 % — корінних американців - 0,4 % — чорних або афроамериканців |

До двох чи більше рас належало 1,0 %. Частка іспаномовних становила 0,9 % від усіх жителів.
За віковим діапазоном населення розподілялося таким чином: 16,9 % — особи молодші 18 років, 58,2 % — особи у віці 18—64 років, 24,9 % — особи у віці 65 років та старші. Медіана віку мешканця становила 50,1 року. На 100 осіб жіночої статі у переписній місцевості припадало 91,1 чоловіків;  на 100 жінок у віці від 18 років та старших — 86,1 чоловіків також старших 18 років.
Середній дохід на одне домашнє господарство  становив 59 987 доларів США (медіана — 30 571), а середній дохід на одну сім'ю — 100 466 доларів (медіана — 68 839). Медіана доходів становила 38 475 доларів для чоловіків та 17 775 доларів для жінок. За межею бідності перебувало 14,6 % осіб, у тому числі 0,0 % дітей у віці до 18 років та 24,4 % осіб у віці 65 років та старших.
Цивільне працевлаштоване населення становило 721 особа. Основні галузі зайнятості: мистецтво, розваги та відпочинок — 32,6 %, роздрібна торгівля — 17,5 %, виробництво — 9,7 %, освіта, охорона здоров'я та соціальна допомога — 9,7 %.